# Troonswisseling in Denemarken (2024)

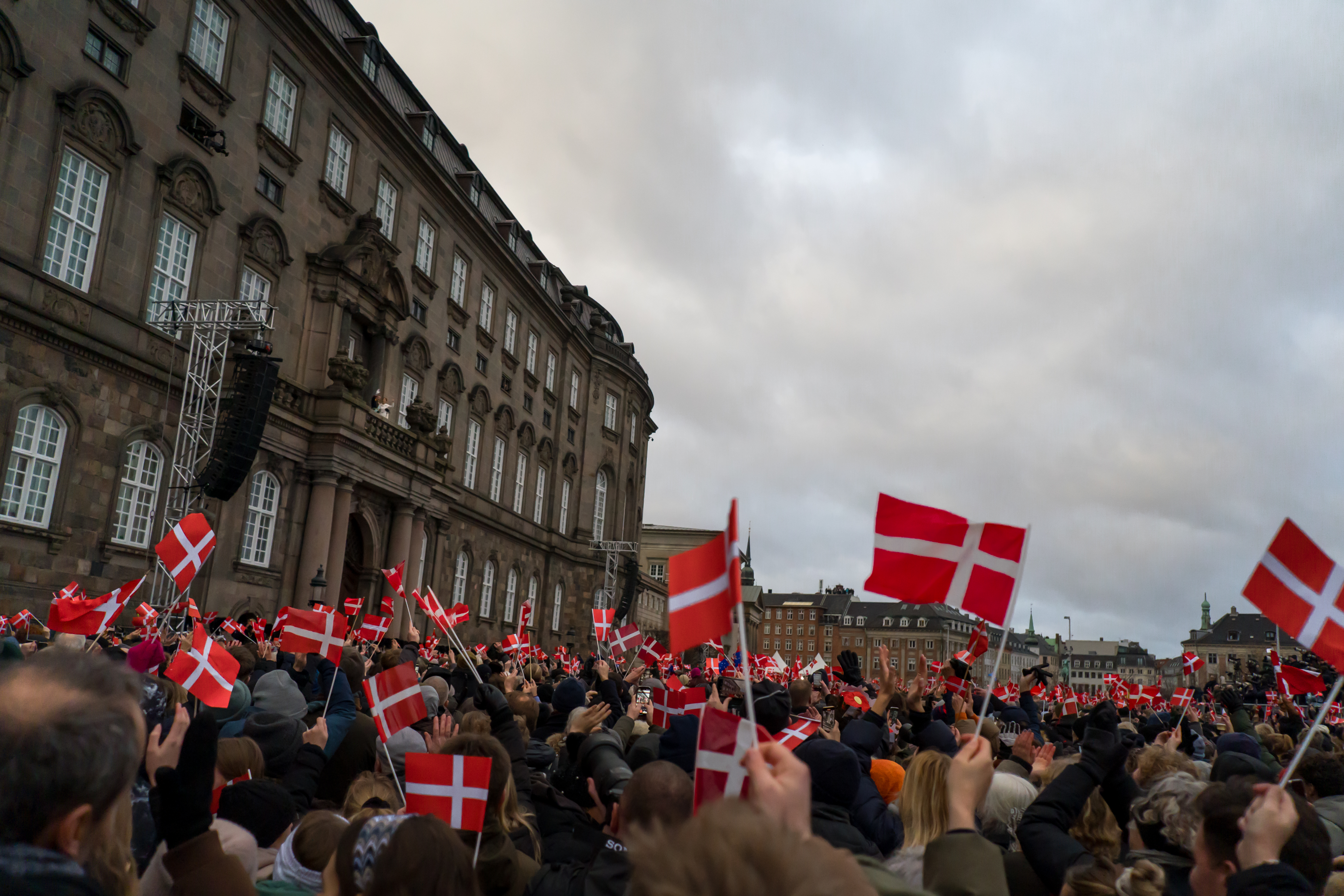
Viering van het nieuwe koningspaar aan het paleis Christianborg

De troonswisseling in Denemarken op 14 januari 2024 vond plaats in het paleis Christianborg, waar koningin Margrethe II van Denemarken na exact 52 jaar geregeerd te hebben schriftelijk afstand deed van de troon. Kroonprins Frederik van Denemarken werd daarmee automatisch koning van het Koninkrijk Denemarken, en werd daarna door premier Mette Frederiksen op het balkon van paleis Christianborg uitgeroepen tot koning. Hij ging regeren onder de naam Frederik X. 

## Achtergrond
Na het overlijden van haar vader Frederik IX van Denemarken op 14 januari 1972 besteeg Margrethe de Deense troon als koningin Margrethe II. Na het overlijden van koningin Elizabeth II van het Verenigd Koninkrijk op 8 september 2022 werd Margrethe II de langst regerende monarch van Europa, en de enige nog regerende koningin ter wereld. Hoewel Margrethe II altijd verkondigde dat ze - zoals haar voorgangers - op de troon zou blijven zitten tot haar overlijden, kondigde ze op 31 december 2023 tijdens de jaarlijkse nieuwjaarstoespraak haar aftreden aan, iets dat ruim negenhonderd jaar eerder voor het eerst en laatst plaatsvond bij koning Erik III van Denemarken. De rugoperatie die ze in februari van dat jaar onderging, gaf haar naar eigen zeggen aanleiding om na te denken over wanneer ze zou willen aftreden. 14 januari 2024, precies 52 jaar na haar aantreden, benoemde ze als de dag waarop ze de troon zou afstaan aan haar oudste zoon kroonprins Frederik van Denemarken.

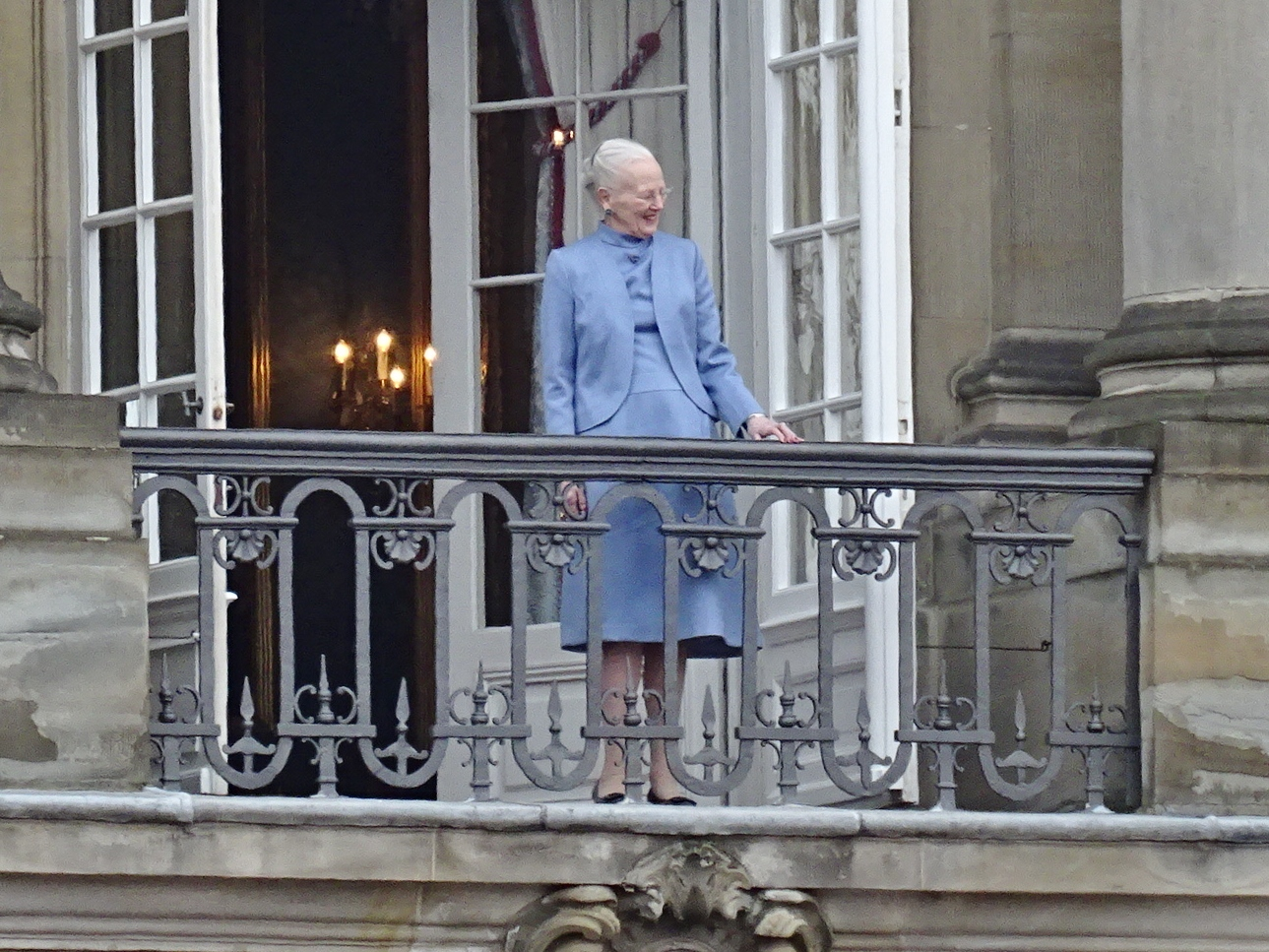
Koningin Margrethe II in 2023

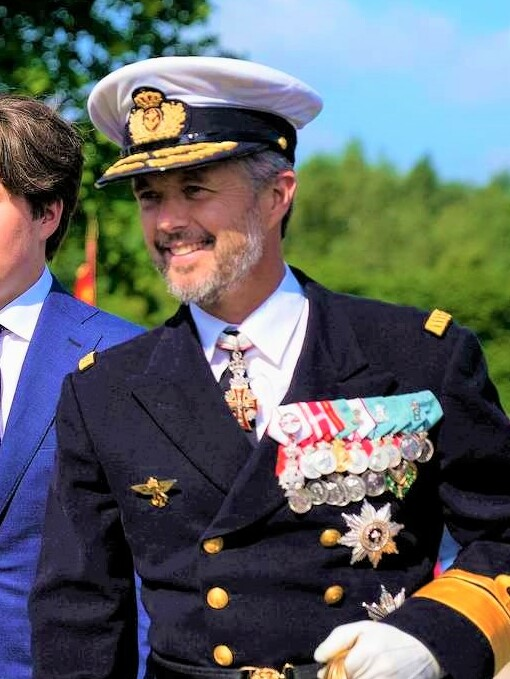
Kroonprins Frederik in 2021, nieuwe koning van Denemarken

### Erfopvolging
De Deense Wet op de Erfopvolging gaat ervan uit dat troonsafstand kan plaatsvinden, aangezien sectie 6 van de wet bepaalt dat specifieke bepalingen die gebaseerd zijn op de dood van de vorst ook van toepassing zijn wanneer de vorst afstand doet van de troon. 
Om de wisseling van monarch te markeren, hees men op de dag van de abdicatie de nationale vlag vanuit alle staatsgebouwen en staatsschepen in het Deense Rijk, namelijk Denemarken, de Faeröer en Groenland.

### Titelwijzigingen
- Frederik, ZM, Koning Frederik X, Koning van Denemarken
- Mary, HM, Koningin Mary, Koningin van Denemarken
- Christian, ZKH, Kroonprins van Denemarken
- Koningin Margrethe II bleef haar aanspreektitels "Koningin" en "Hare Majesteit" behouden. Ook kan ze na haar troonsafstand, zo nodig geïnstalleerd worden als waarnemend regentes, mochten koning Frederik en kroonprins Christian hun taken niet kunnen uitvoeren.[6]

### Aanwezigen
De jongste zoon van Margrethe II, Joachim, was als enige van zijn gezin bij de troonswisseling aanwezig. Prinses Marie en haar kinderen bleven thuis. De vader van kroonprinses Mary was niet aanwezig, maar haar oudste zus wel.

## Gevolgen
Vanwege de vorstenwisseling vonden er een aantal aanpassingen plaats in het bestuur van het Koninklijk Huis. Christian Schønau, hoofd van de hofhouding van de kroonprins en kroonprinses, volgde op 14 januari 2024 Kim Kristensen op als Hofmaarschalk van het Koninklijk Huis van Denemarken. Op dezelfde dag trad kabinetssecretaris Henning Fode na zestien jaar in functie af. Er werd geen nieuwe kabinetssecretaris benoemd, aangezien de vereiste taken tijdens de nieuwe regering door de hofmaarschalk worden uitgevoerd. In het nieuw opgerichte "Hof van Hare Majesteit Koningin Margrethe" trad Kim Kristensen aan als chef van het hof. 

### Formele gevolgen
- Alle koninklijke patronaten en ereposities van koningin Margrethe II, kroonprins Frederik en kroonprinses Mary eindigden bij de wisseling van de monarch op 14 januari 2024.
- Alle koninklijke mandaten eindigden bij de troonsafstand. Houders mochten de titel "Leverancier van het Koninklijk Huis van Denemarken" blijven gebruiken, totdat het recht af zou lopen of tot een jaar na de troonsafstand (14 januari 2025).
- Eretitels als hofdame, kamerheer en meesterjager werden door de vorstenwisseling niet aangetast en hetzelfde gold voor reeds toegekende mandaten en medailles.

## Trivia
- Mary Donaldson werd de eerste koningin van Australische afkomst.[9][10]